# Goumois (Doubs)
Goumois település Franciaországban, Doubs megyében. Lakosainak száma 167 fő (2022. január 1.). Goumois Fessevillers és Urtière községekkel határos.

## Népesség
A település népességének változása:
| Lakosok száma | 148  | 126  | 136  | 189  | 174  | 169  | 162  | 157  | 154  | 167  |
|               | 1968 | 1982 | 1990 | 2006 | 2013 | 2015 | 2017 | 2019 | 2020 | 2022 |